# Scutum Fidei

Znázornění Scutum Fidei

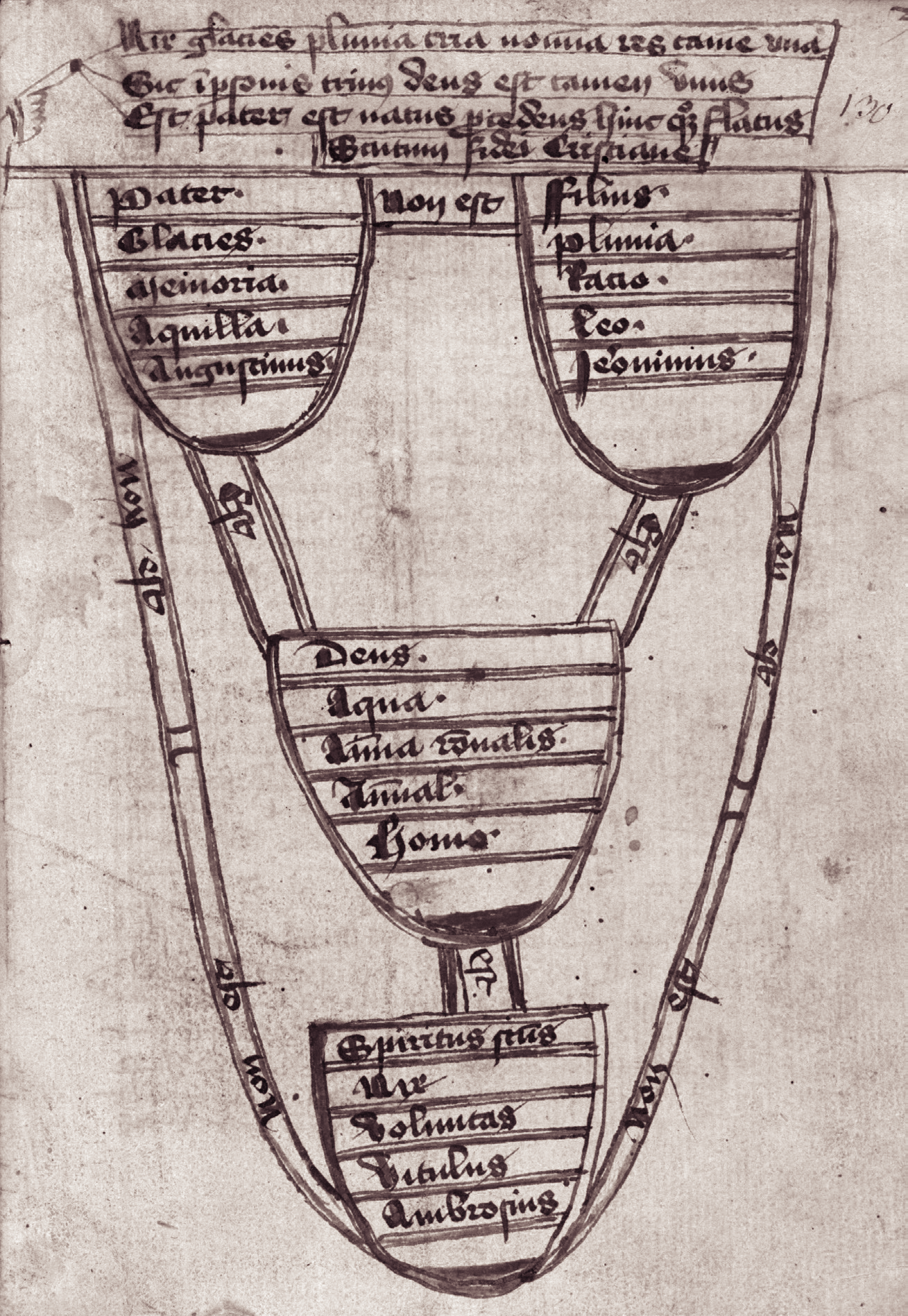
Jeroným Pražský. Scutum Fidei

Štít víry (z lat. Scutum Fidei), popř. Štít Nejsvětější Trojice je tradiční křesťanský vizuální symbol, který vyjadřuje mnoho aspektů nauky o Nejsvětější Trojici a shrnuje první část Atanášova vyznání víry v přehledném diagramu. V pozdně středověké Anglii a Francii byl považován za heraldický znak Boha (a Nejsvětější Trojice).

## Základní popis
Diagram se skládá ze čtyř uzlů (dohromady vytvářejících určitý tvar), jež jsou propojeny šesti spojnicemi. Tři krajní uzly jsou označeny třemi osobami Nejsvětější Trojice (tradičně v latinském jazyce nebo jejich zkratkami): Otec ("PATER"), Syn ("FILIUS") a Duch svatý ("SPIRITUS SANCTUS"). Čtvrtý uzel uprostřed diagramu je označen slovem Bůh ("DEUS"). Ten je se všemi třemi krajními uzly propojen spojnicí označenou slovem "je" (lat. "EST"). Krajní uzly jsou rovněž navzájem propojeny, avšak spojnicemi označenými slovem "není" (lat. "NON EST").
V jednom rukopise ze 13. století Archivováno 12. 5. 2016 na Wayback Machine. je vyobrazeno, že tyto spojnice jsou "obousměrné", resp. není jim dán žádný určitý směr. Slova EST a NON EST jsou zde psána vždy dvakrát (v obou možných směrech). V několika novějších verzích jsou namísto tohoto způsobu doplněny oboustranné šipky (↔).
Diagram tedy obsahuje dvanáct následujících tvrzení:
- "Otec je Bůh"
- "Syn je Bůh"
- "Duch svatý je Bůh"
- "Bůh je Otec"
- "Bůh je Syn"
- "Bůh je Duch svatý"
- "Otec není Syn"
- "Otec není Duch svatý"
- "Syn není Otec"
- "Syn není Duch svatý"
- "Duch svatý není Otec"
- "Duch svatý není Syn"

Štít víry není obvykle určen jako schematické vyobrazení struktury Boha. Je pouze přehlednějším vyobrazením tvrzení a údajů, obsažených nebo vycházejících z Atanášova vyznání víry.

## Historie

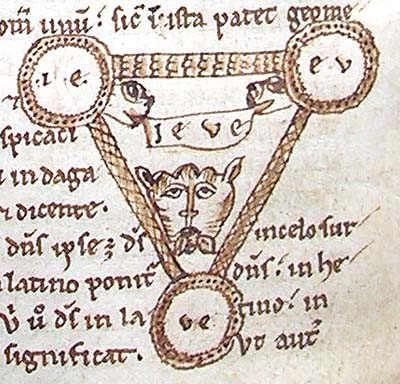
Diagram obsahující Tetragrammaton od Petruse Alphonsiho ze 12. století

Přesný původ tohoto diagramu je neznámý. S největší pravděpodobností byl ovlivněn pokusy o zobrazení Nejsvětější Trojice v abstraktní vizuální formě – především diagramem obsahujícím Tetragrammaton od Petruse Alphonsiho, židovského španělského fyzika a spisovatele, přibližně z roku 1109 a podobnou verzí sestávající ze tří kruhů od Jáchyma z Fiore. Jako symbol Nejsvětější Trojice se poté začaly používat i Borromeanské kruhy, v kombinaci s Atanášovým vyznáním víry. 
Diagram Scutum Fidei jako takový se objevuje v rukopise Compendium Historiae in Genealogia Christi od Petera z Poitiers cca z let 1208–1216, nejvíce se však začal říšit až v období 15. a 16. století, kde se objevuje v mnoha anglických a francouzských rukopisech a knihách (→ např. Sherbornský Misál Archivováno 1. 6. 2016 na Wayback Machine.) a také ve vitrážových oknech a řezbách v řadě kostelů (zejm. ve východní Anglii). Diagram se v polovině 13. století ve formě štítu začal používat i v heraldice (→ např. alegorické zpodobnění rytíře, bojujícího proti sedmi smrtelným hříchům v rukopise Summa Vitiorum od Williama Peralduse cca z roku 1260). Užívání diagramu začalo v Anglii během vzestupu Protestantismu značně klesat a od 17. do počátku 19. století byl v zájmu především historiků heraldiky. V 19. století se však jeho užívání mezi anglicky mluvícími křesťany opět obnovilo, mj. i díky knize Handbook of Christian Symbolism od Williama Jamese Audsleye a George Ashdowna Audsleye z roku 1865.